# Cove Island
Cove Island är en ö i Kanada.   Den ligger i provinsen Ontario, i den sydöstra delen av landet, 500 km väster om huvudstaden Ottawa.
Runt Cove Island är det mycket glesbefolkat, med 3 invånare per kvadratkilometer.